# Figulus sublaevis
Figulus sublaevis is een keversoort uit de familie vliegende herten (Lucanidae). De wetenschappelijke naam van de soort is voor het eerst geldig gepubliceerd in 1805 door Beauvois.